# Generation (série de televisão)
Generation (estilizado genera+ion) é uma série de televisão americana de comédia dramática, que estreou em 11 de março de 2021 na HBO Max. Em setembro de 2021, a série foi cancelada após uma temporada.

## Premissa
Apresentando um ensemble cast, a história fala sobre um grupo de estudantes do ensino médio que exploram sua sexualidade em um mundo moderno. Isso testa suas crenças profundamente arraigadas sobre a vida, o amor e a natureza da família em sua comunidade conservadora.

## Elenco

### Principal
- Nathanya Alexander como Arianna
- Chloe East como Naomi
- Nava Mau as Ana[4]
- Lukita Maxwell as Delilah
- Haley Sanchez as Greta
- Uly Schlesinger as Nathan
- Nathan Stewart-Jarrett como Sam
- Chase Sui Wonders como Riley
- Justice Smith como Chester
- Martha Plimpton como Megan

### Recorrente
- Sam Trammell como Mark
- Anthony Keyvan como Pablo
- J. August Richards como Joe
- John Ross Bowie como Patrick
- Mary Birdsong como Mrs. Culpepper
- Patricia De Leon como Sela
- Sydney Mae Diaz como J
- Alicia Coppola como Carol
- Marwan Salama como Bo
- Marisela Zumbado como Lucia

### Participações
- Tessa Albertson como Natalia

## Episódios

### 1.ª temporada (2021)
| N.º na série | N.º na temp. | Título                                     | Dirigido por               | Escrito por                                                                                 | Lançamento          |
| ------------ | ------------ | ------------------------------------------ | -------------------------- | ------------------------------------------------------------------------------------------- | ------------------- |
| 1            | 1            | "Pilot"                                    | Daniel Barnz               | Zelda Barnz & Daniel Barnz                                                                  | 11 de março de 2021 |
| 2            | 2            | "Dickscovery"                              | Daniel Barnz               | Zelda Barnz & Daniel Barnz                                                                  | 11 de março de 2021 |
| 3            | 3            | "Toasted"                                  | Daniel Barnz               | Zelda Barnz & Daniel Barnz                                                                  | 11 de março de 2021 |
| 4            | 4            | "Pussy Power"                              | Channing Godfrey Peoples   | Sharr White                                                                                 | 18 de março de 2021 |
| 5            | 5            | "Gays and Confused"                        | Chioke Nassor              | Lena Dunham                                                                                 | 18 de março de 2021 |
| 6            | 6            | "The Wheels on the Bussy"                  | Chioke Nassor              | Max Saltarelli                                                                              | 25 de março de 2021 |
| 7            | 7            | "Desert Island"                            | Daniel Barnz               | Eli Wilson Pelton                                                                           | 25 de março de 2021 |
| 8            | 8            | "The Last Shall Be First"                  | Daniel Barnz               | História por : Christina Nieves Roteiro por : Zelda Barnz & Daniel Barnz e Christina Nieves | 1 de abril de 2021  |
| 9            | 9            | "Deepfake"                                 | Catalina Aguilar Mastretta | Zelda Barnz & Daniel Barnz                                                                  | 17 de junho de 2021 |
| 10           | 10           | "Built for Pleasure"                       | Catalina Aguilar Mastretta | Christina Nieves                                                                            | 17 de junho de 2021 |
| 11           | 11           | "Absolute Zero"                            | Andrew Ahn                 | Michelle Denise Jackson                                                                     | 17 de junho de 2021 |
| 12           | 12           | "The High Priestess"                       | Andrew Ahn                 | Max Saltarelli                                                                              | 24 de junho de 2021 |
| 13           | 13           | "There's Something About Hamburger Mary's" | Anu Valia                  | Sono Patel                                                                                  | 24 de junho de 2021 |
| 14           | 14           | "Click Whirr"                              | Anu Valia                  | Sharr White                                                                                 | 1 de julho de 2021  |
| 15           | 15           | "L'Amour"                                  | Daniel Barnz               | Sono Patel                                                                                  | 1 de julho de 2021  |
| 16           | 16           | "V-Day"                                    | Daniel Barnz               | Zelda Barnz & Daniel Barnz                                                                  | 8 de julho de 2021  |

## Produção

### Desenvolvimento
Generation foi anunciada pela primeira vez em setembro de 2019 com um pedido piloto. O piloto foi escrito por Daniel Barnz e sua filha Zelda Barnz.  Danie Barnz também dirigiu o piloto. Em dezembro de 2019, a série foi oficialmente encomendada. A série é criada por Daniel Barnz e Zelda Barnz.  Os produtores executivos incluem Daniel, Zelda, Ben Barnz (que é marido de Daniel e pai de Zelda) e Lena Dunham. As produtoras envolvidas com a série são Good Thing Going Productions e We Not Brothers Productions. Em 14 de setembro de 2021, a HBO Max cancelou a série após uma temporada.

### Seleção de elenco
Em setembro de 2019, Martha Plimpton, Justice Smith, Chloe East, Michael Johnston como Ollie, Nava Mau, Haley Sanchez, Uly Schlesinger, Nathanya Alexander como Arianna, Lukita Maxwell e Chase Sui Wonders foram escalados para estrelar enquanto Sam Trammell se juntou ao elenco em um  papel recorrente no mesmo mês. Em agosto de 2020, Nathan Stewart-Jarrett foi adicionado ao elenco principal. Em outubro de 2020, Anthony Keyvan, Diego Josef, J. August Richards, John Ross Bowie, Mary Birdsong, Patricia De Leon e Sydney Mae Diaz foram escalados para papéis recorrentes. Em dezembro de 2020, Alicia Coppola, Marwan Salama e Marisela Zumbado se juntaram ao elenco em papéis recorrentes.

### Filmagens
As filmagens do piloto começaram na South Pasadena High School em setembro de 2019. A série continuou a ser filmada no local durante a pandemia de COVID-19. 

## Lançamento
A série estreou em 11 de março de 2021 com os três primeiros episódios disponíveis imediatamente. A temporada foi dividida em duas partes de 8 episódios cada, com a primeira parte terminando em 1º de abril e a segunda estreando em 17 de junho do mesmo ano.

## Recepção
No Rotten Tomatoes, a série detém um índice de aprovação de 74% com base em 27 análises críticas, com uma classificação média de 6/10. O consenso dos críticos do site diz: "Os floreios lascivos da Genera+ion podem parecer mais experimentais do que autênticos, mas este retrato inclusivo da Geração Z brilha quando identifica as dores universais de ser um adolescente." O Metacritic deu à série um peso  pontuação média de 60 em 100 com base em 12 críticos, indicando "críticas mistas ou médias".